# Lepidium parodii
Lepidium parodii là một loài thực vật có hoa trong họ Cải. Loài này được Thell. mô tả khoa học đầu tiên.